# Arrondissement Langres
Langres is een arrondissement van het Franse departement Haute-Marne in de regio Grand Est. De onderprefectuur is Langres.

## Kantons
Het arrondissement was tot 2014 samengesteld uit de volgende kantons:
- Kanton Auberive
- Kanton Bourbonne-les-Bains
- Kanton Fayl-Billot
- Kanton Laferté-sur-Amance
- Kanton Langres
- Kanton Longeau-Percey
- Kanton Neuilly-l'Évêque
- Kanton Prauthoy
- Kanton Terre-Natale
- Kanton Val-de-Meuse

Na de herindeling van de kantons bij decreet van 17 februari 2014, met uitwerking op 22 maart omvat het volgende kantons :
- Kanton Bourbonne-les-Bains  ( deel 27/36 )
- Kanton Chalindrey
- Kanton Langres
- Kanton Nogent  ( deel 12/29 )
- Kanton Villegusien-le-Lac